# Oberea vittata
Oberea vittata är en skalbaggsart som beskrevs av Blessig 1872. Oberea vittata ingår i släktet Oberea och familjen långhorningar. Inga underarter finns listade i Catalogue of Life.